# Fischkalter

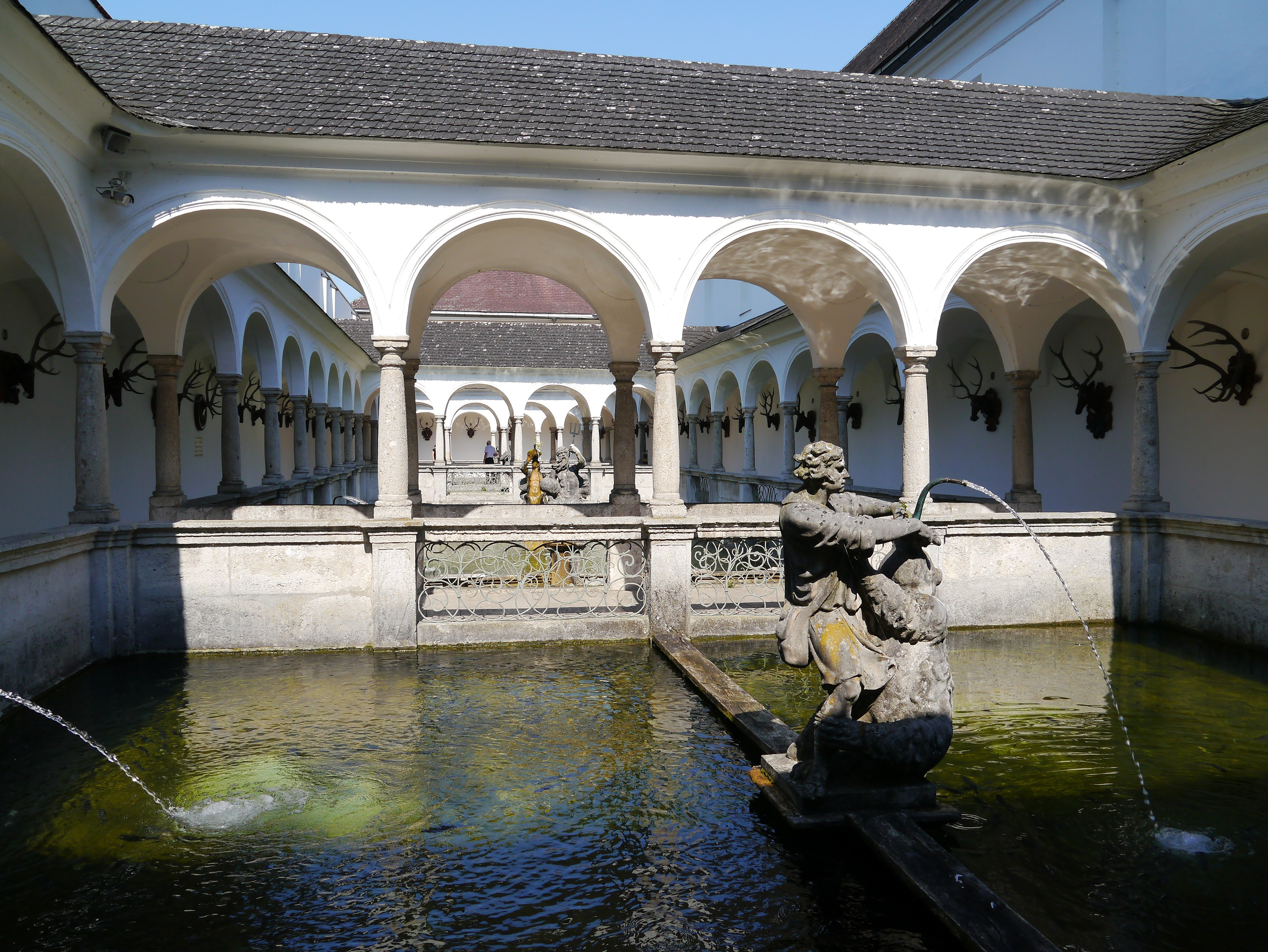
Fischkalter des Stiftes Kremsmünster

Ein Fischkalter ist ein Aufbewahrungsbecken für Lebendfische, um sie nach dem Fang bis zum Verzehr zu konservieren. Größere Kalter wurden besonders im Wirtschaftsbereich von Klöstern errichtet, die einen großen Bedarf an Fastenspeisen aufwiesen. Diese Kalter bestanden meist nur aus wenigen – zwei oder drei – Becken, in denen die Fische sortiert nach Größe oder Art gehalten werden. Bei dieser Form der Fischhaltung ist der Bedarf an Frischwasser hoch, da bei einer großen Zahl von Fischen, auf engem Raum zusammengesperrt, die Gefahr der Kontaminierung des Wassers durch Nahrungsreste und den ausgeschiedenen Kot und damit die Gefahr von Krankheiten verringert werden müssen.